# شانون ريتشاردسون
شانون ريتشاردسون (بالإنجليزية: Shannon Guess)‏ هي ممثلة أمريكية، ولدت في 31 أغسطس 1977 في الولايات المتحدة.

## أعمال

### أفلام
- (2011) التغير المؤقت[4]

## وصلات خارجية
- شانون ريتشاردسون على موقع IMDb (الإنجليزية)